# Paprac
Paprac (vodeni papar, vodeni biber;lat. Persicaria hydropiper; sinonim: Polygonum hydropiper) je biljka iz porodice Polygonaceae. Raste posvuda, zabilježena je u Australiji, na Novom Zelandu, umjerenim dijelovima Azije i Sjeverne Amerike. Zbog ljutog okusa ponegdje se koristi kao začin.
Koristi se i kao ljekovita biljka.

## Sastav
Nadzemni dijelovi sadrže nedefinirano eterično ulje  (0,005 %), glikozid poligopiperin, rutin, karotin, askorbinsku kiselinu (do 0,2 %), ergosterin, tokoferol, naftokinon, fitosterin, tanine (dо 4 %), organske kiseline (mravlju, octenu, jabučnu, valerijansku), acetilkolin, željezo, ugljikohidrate, flavonoide  (2—2,5 %) 

## Medicinska uporaba
Može se koristiti kod menoragije i dismenoreje.

## Vanjske poveznice
- Polygonum hydropiper pfaf.org